# Kembaran Kulon
Kembaran Kulon is een bestuurslaag in het regentschap Purbalingga van de provincie Midden-Java, Indonesië. Kembaran Kulon telt 4824 inwoners (volkstelling 2010).